# Альбін Кітцингер
Альбін Кітцингер (нім. Albin Kitzinger, 1 лютого 1912, Швайнфурт — 6 серпня 1970) — німецький футболіст, що грав на позиції півзахисника за клуб «Швайнфурт 05», а також національну збірну Німеччини.

## Клубна кар'єра
У футболі дебютував 1924 року виступами за команду «Швайнфурт 05», кольори якої і захищав протягом усієї своєї подальшої кар'єри гравця, що тривала сімнадцять років. 

## Виступи за збірну
1935 року дебютував в офіційних матчах у складі національної збірної Німеччини. Протягом кар'єри у національній команді, яка тривала 8 років, провів у її формі 44 матчі, забивши 2 голи.
У складі збірної був учасником чемпіонату світу 1938 року у Франції, де зіграв в першому матчі проти Швейцарії (1-1).
Помер 6 серпня 1970 року на 59-му році життя.